# Nicole Heesters
Nicole Heesters (Potsdam, 14 de fevereiro de 1937) é uma atriz alemã.
De uma família de artistas: o pai Johannes Heesters, era de origem holandesa, e a mãe Louise Ghijs era de origem belga, e sua irmã Wiesje (1931-) é pianista em Viena.

## Filmografia de 2000
- 2000: Frauen lügen besser (TV)
- 2000: Il n'est jamais trop tard pour aimer (TV)
- 2000: Deutschlandspiel (TV)
- 2001: Mission séduction
- 2002: Der letzte Zeuge (TV)
- 2002: Commissaire Brunetti - Noblesse oblige (TV)
- 2003: Treibjag (TV)
- 2003: Rosamunde Pilcher (TV)
- 2007: Zeit zu leben (TV)
- 2007: Sehnsucht nach Rimini (TV)
- 2007: Copacabana (TV)
- 2008-2010: Der Kommissar und das Meer (TV)
- 2009: Fünf Tage Vollmond (TV)
- 2011: Todesengel
- 2011: Ein Sommer in Paris
- 2012: Die Holzbaronin (TV)